# Tournemire (Aveyron)
Tournemire é uma comuna francesa na região administrativa de Occitânia, no departamento de Aveyron. Estende-se por uma área de 8,91 km². Em 2010 a comuna tinha 434 habitantes (densidade: 48,7 hab./km²).